# 森田彩華
森田 彩華（もりた あやか、1988年12月26日 - ）は、日本で1998年から2016年までの間俳優だった人物である。女性アイドルグループ美少女クラブ31の元メンバーで、内部ユニット元森田クラブのリーダー。千葉県習志野市出身。Sugar&Spiceやオスカープロモーションに所属していた。

## 略歴
習志野市立第七中学校卒業。堀越高等学校卒業。スリーサイズはB85W59H89。
雑誌『ラブベリー』のモデルとして活動したのち、2002年8月に第8回全日本国民的美少女コンテストの本選大会に出場。2003年5月にNHK総合月曜ドラマシリーズ『麻婆豆腐の女房』に出演。2004年4月には21人組アイドルユニット・美少女クラブ21（当時）の一員として歌手デビューした。
2016年にオスカープロモーションとの契約を解除し、芸能界を引退した。

## 出演

### テレビドラマ
- 土曜ワイド劇場 巡査鉄兵の推理日誌2（2001年8月4日、テレビ朝日）
- 月曜ドラマシリーズ 麻婆豆腐の女房（2003年5月 - 6月、NHK総合） - 孫孝子 役
- 木曜ドラマ エースをねらえ!（2004年1月 - 3月、テレビ朝日） - 愛川牧 役
- 金曜エンタテイメント ドラマスペシャル さよなら、小津先生（2004年11月26日、フジテレビ） - 森本クミ 役
- 木曜ドラマ アタックNo.1（2005年4月 - 6月、テレビ朝日） - 石松真理（ゴリ） 役
- 3年B組金八先生 第7シリーズ 真の最終回スペシャル!!（2005年12月30日、TBS） - 山倉加奈子 役
- ダンドリ。〜Dance☆Drill〜（2006年7月 - 9月、フジテレビ） - 池田まゆ実（けだま） 役
- 日曜劇場 パパとムスメの7日間（2007年7月 - 8月、TBS） - 中山律子 役
- 土曜ドラマ ひとがた流し（2007年12月、NHK） - 日高玲 役
- 火曜ドラマ おせん（2008年4月 - 6月、日本テレビ） - 脇坂玉子 役
- 必殺仕事人2009 第13話（2009年4月24日、朝日放送・テレビ朝日） - なつ 役
- ザ・ライバル 少年サンデー・少年マガジン物語（2009年5月5日、NHK総合） - 小林みどり 役
- 月曜ゴールデン 笑顔〜15年目の嘘〜（2009年12月7日、TBS） - 稲葉理子 役
- ハンチョウ〜神南署安積班〜 第2シリーズ 第2話（2010年1月18日、TBS） - 樋口梨果 役
- 木曜ナイトドラマ 示談交渉人 ゴタ消し 第9話（2011年3月3日、読売テレビ） - 佐伯千香 役
- 中学生日記（2011年4月8日 - 2012年3月16日、NHK教育） - 2年C組担任・瑞穂彩花 役
- 家政婦のミタ 第3、4、7話（2011年10月26日、日本テレビ） - 三田が行くファストフードの店員 役
- 科捜研の女 第11シリーズ 第9話（2011年12月15日、テレビ朝日） - 神林彩 役
- Wの悲劇（2012年4月 - 6月、テレビ朝日） - レイラ 役
- 二丁目のホームズ 第1話（2013年3月16日 、フジテレビTWO） - 遠山沙紀 役
- みんな!エスパーだよ!（2013年4月 - 7月、テレビ東京） - 夏目めめ 役
- 孤独のグルメ Season3 第12話（2013年9月25日、テレビ東京） - 臚雷亭女性店員(2) 役
- ドクターX〜外科医・大門未知子〜 第3話（2014年10月23日、テレビ朝日） - 三原奈々子 役
- Eテレ・ジャッジ （2015年5月5日、NHK Eテレ）

### バラエティ
- GIRLS A GOGO!（2003年10月 - 2006年9月、テレビ朝日、BS朝日）
- 平成教育予備校（2005年1月 - 9月、フジテレビ 隔週セミレギュラー）
- 恋愛百景（2006年11月 - 2009年8月、テレビ朝日）
  - 第5話：品川編
  - 第8話：代官山編
  - 第12話：お台場編
  - 第53話：「東京で低価格デート!」
  - 第57話：「4大デートスポットでクリスマス」
  - 第69話：「インテリアショップで春デート」
  - 第84話：「占いデート」
  - 第99話：櫻の園スペシャル第2弾「憧れの先輩とお出かけデート」
  - 第104話：「カップルシート・デート」
  - 第117話：「思い出に残るデート」
  - 第139話：「恋人達のこわ〜い都市伝説」
- 大!天才てれびくん ドラまちがい（2011年4月 - 5月、NHK教育） - さくら 役

### 映画
- 船を降りたら彼女の島（2002年制作、2003年2月15日公開） - 河野久里子（木村佳乃）の少女時代 役
- メシア 伝えられし者たち（2003年制作、2004年1月10日公開） - 主演・主守紀紗 役
- 青空のゆくえ（2005年制作、2005年9月17日公開） - 主演・速見有美 役
- 初雪の恋 ヴァージン・スノー（2006年制作、2007年5月12日公開） - 厚佐香織 役
- 三本木農業高校、馬術部（2008年制作、2008年10月4日公開） - 森陽子 役
- 斬〜KILL〜 キリコ（2008年制作、2008年12月6日公開） - 主演・キリコ 役
- 少女たちの羅針盤（2011年5月14日公開） - 北畠梨里子 役
- 婚活サポーターガールズ!（2011年11月26日公開） - 佐藤ユカ 役
- レッド・ティアーズ（2012年4月7日公開）
- FASHION STORY -Model-（2012年11月17日公開） - 梨乃 役

### ラジオ
- Beautiful Radio 美少女クラブ21（2003年10月 - 2004年10月、ニッポン放送）
- Beautiful Radio 美少女クラブ31（2004年10月 - 2005年3月、ニッポン放送）
- もっと知ろうピロリ菌 A to Z!（2013年8月6日 - 2013年8月27日、ラジオNIKKEI第1放送 毎週火曜）

### 舞台
- バクマツバンプー（2005年10月 - 11月） - ヒロイン・桂 役
- 僕たちの好きだった革命（2007年2月 - 3月、2009年5月 - 7月） - 高島希 役
- 朱雀家の滅亡（2007年12月）- 瑠津子 役
- 里見八犬伝（2012年11月） - ヒロイン・浜路 役
- 闇狩人（2016年5月） - ヒロイン・神埼いずみ 役

### CM
- 株式会社タカラ 家庭用カラオケ機「e-kara」（2004年） - 美少女クラブ31として
- 株式会社タカラ リズム体感おもちゃ「ジャンピンポピラ」（2004年） - 森田クラブとして